# Yūkoku
Yūkoku (jap. 憂国) – japoński czarno-biały film krótkometrażowy z 1966 roku, ekranizacja opowiadania Yukio Mishimy pod tym samym tytułem z 1961 roku. Mishima był także współreżyserem i odtwórcą głównej roli.

## Obsada
Źródło: The Internet Movie Database
- Yukio Mishima – Shinji Takeyama
- Yoshiko Tsuruoka – Reiko

## Fabuła
Yūkoku to krótkometrażowy film przedstawiający historię japońskiego oficera. Shinji wrócił po służbie do domu z zamiarem przeprowadzenia rozmowy z żoną. Postanowił jej oświadczyć, iż ma zamiar popełnić seppuku. Reiko zgodnie z obowiązkami żony oficera musi się pogodzić z decyzją małżonka. Ale czy będzie w stanie żyć dalej?